# Río Panco
Río Panco o Río Ranco es un río ubicado en el sector precordillerano de la comuna de Panguipulli, en la Región de los Ríos, Chile.

## Trayecto
El Río Panco, es un río de que nace en la ladera occidental de la Sierra de Quinchilca, al sur del Lago Calafquén. Su recorrido que se inicia en la Sierra de Quinchilca y sus aguas fluyen en dirección noroeste, pasa cerca del caserío de Santa Elena antes de desviarse hacia el suroeste hasta unirse al Río Mañío proveniente del este para formar el Río Zahuil.